# 大阪市中央卸売市場本場

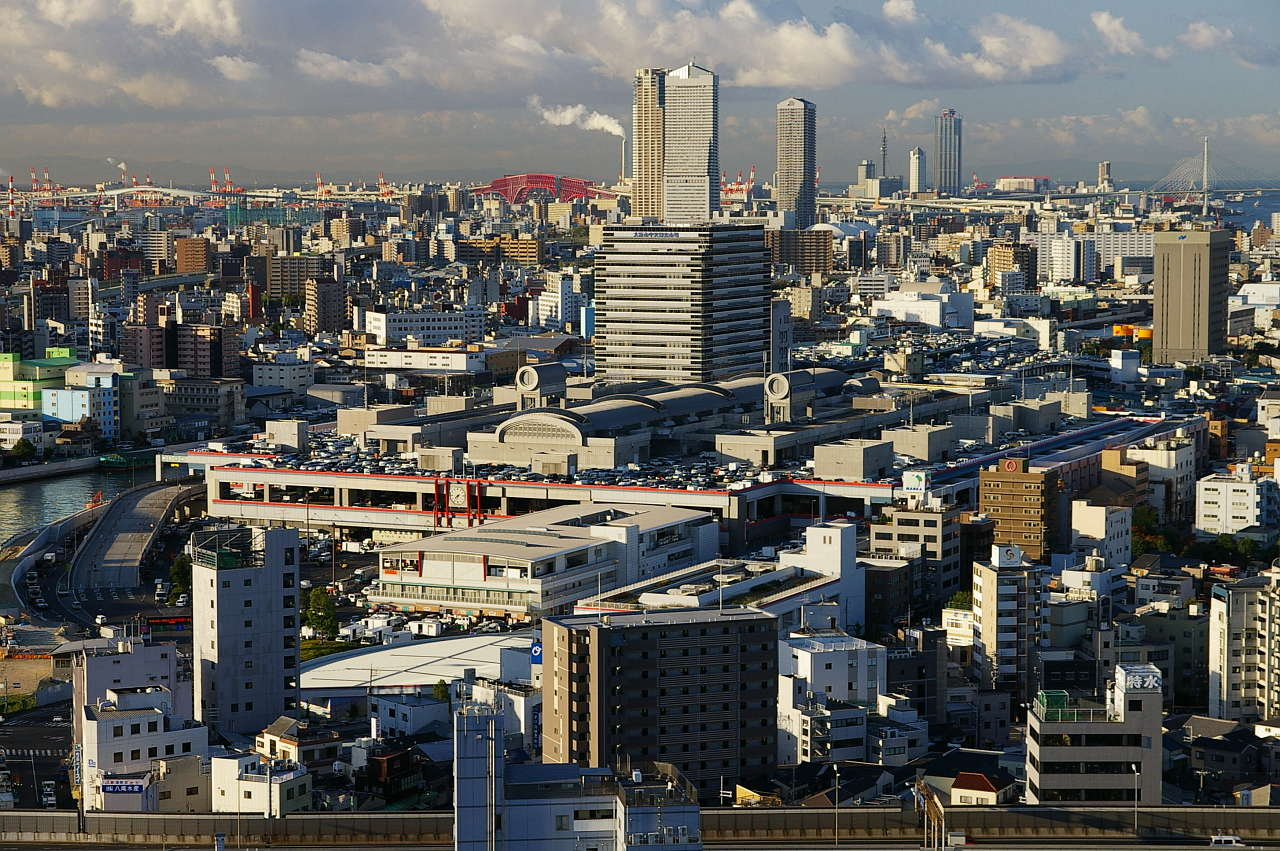
東側上空より見た本場

大阪市中央卸売市場 本場（おおさかしちゅうおうおろしうりしじょう ほんじょう）は、大阪府大阪市福島区にある大阪市中央卸売市場の3市場の一つ。
青果・水産物とその加工品や加工食料品を扱う、中央卸売市場。取扱高は東京都の豊洲市場に次いで日本国内第2位の大規模集積市場。

## 概要

### 所在地
- 大阪府大阪市福島区野田1丁目1番86号

### 交通機関等
- 玉川駅（Osaka Metro千日前線）・野田駅 (JR西日本)・中之島駅（京阪中之島線）より徒歩12分

### 取扱品目
- 青果

野菜、果実およびこれらの加工品、冷凍食品
- 水産物

生鮮水産物およびその加工品、魚肉入加工品、冷凍食品
- 加工食料品

漬物、味噌、乾物およびこれに準ずる加工品、魚肉入加工品、冷凍食品

### 年間取扱高
統計は2017年度である。
- 青果：51万トン（1501億円）
- 水産物：10万トン（1099億円）
- 加工食料品：0.29万トン（33億円）
- 合計：62万トン（2634億円）

取扱数量の推移によれば、青果は1946年を底に増加基調にある一方、水産物・加工食料品は昭和50年代をピークに減少基調にある。

### 敷地・建物規模
- 敷地面積：177,955m2[3]
- 延床面積：318,723m2[3]

## 沿革
- 1931年（昭和6年）11月11日 、都市計画学者でもあった關一第7代大阪市長の計画で現在地に開設。開設時の面積126,000m2。
  - 前日をもって、天満青物市場、天満魚市場、雑喉場魚市場、雑喉場南魚市場、雑喉場北青物市場、靱青物市場、靱青物共同市場、靱海産物組合、靱西海産市場、木津難波魚青物市場、木津青物市場、難波青物市場を閉鎖。
- 1958年（昭和33年）1月16日 西成区に食肉市場を開設（のち住之江区に移転し、南港市場に改称）。
- 1964年（昭和39年）11月25日 東住吉区に東部市場を開設。
- 1972年（昭和47年）より1975年（昭和50年）にかけて本場を拡張。
- 1990年（平成2年）より2004年（平成16年）にかけて本場整備事業工事が行われ、老朽化した施設が建て替えられた。

## 京阪延伸計画
現在、京阪中之島線を西九条駅まで延伸する計画が存在する。当市場付近を地下線で通過する計画であることから、大阪市中央卸売市場綜合直売協同組合が京阪中之島線延伸啓発及び駅設置の署名活動を行っている。参照